# Fullerton (Kalifornien)
Fullerton ist eine Stadt im Orange County im US-Bundesstaat Kalifornien, Vereinigte Staaten, mit 143.617 Einwohnern (Stand: 2020). Das Stadtgebiet hat eine Größe von 57,6 km². In Fullerton befindet sich die California State University, Fullerton. Auf ihrem Gelände befindet sich das Titan Gymnasium, in dem während der Olympischen Sommerspiele 1984 Handballspiele ausgetragen wurden.

## Söhne und Töchter der Stadt
- Tui St. George Tucker (1924–2004), Komponistin und Blockflötistin
- Stacey Q (* 1958), Pop-Sängerin
- Kid Ramos (* 1959), Bluesrock-Gitarrist
- Gary Zimmerman (* 1961), ehemaliger American-Football-Spieler
- Mike Ness (* 1962), Sänger und Frontmann der amerikanischen Punkrockband Social Distortion
- Steve Soto (1963–2018), Musiker
- Michael McDonald (* 1964), Komiker und Schauspieler
- Brian Asawa (1966–2016), Countertenor
- Eric Stefani (* 1967), Popmusiker, Komponist und Animator
- Gwen Stefani (* 1969), Sängerin
- Eric Wynalda (* 1969), ehemaliger Fußballspieler
- Jim Edmonds (* 1970), Major-League-Baseballspieler
- Kim Chambers (* 1974), Pornodarstellerin
- Jimmy Gomez (* 1974), Politiker
- David Wagner (* 1974), Rollstuhltennisspieler
- Keith Van Horn (* 1975), Basketballspieler
- Vanessa Ray (* 1981), Schauspielerin
- Jenna Haze (* 1982), Pornodarstellerin
- Dan Kennedy (* 1982), Fußballtorhüter
- Amanda Sue Livingston (* 1984), Basketballspielerin
- Ryan Lane (* 1987), Schauspieler
- Chase Balisy (* 1992), Eishockeyspieler
- Nolan Frese (* 1992), American-Football-Spieler
- Dominique Richardson (* 1992), Fußballspielerin
- Kiara Fontanilla (* 2000), philippinische Fußballspielerin
- Connor Gibbs (* 2001), Schauspieler